# Poulailler de plein champ

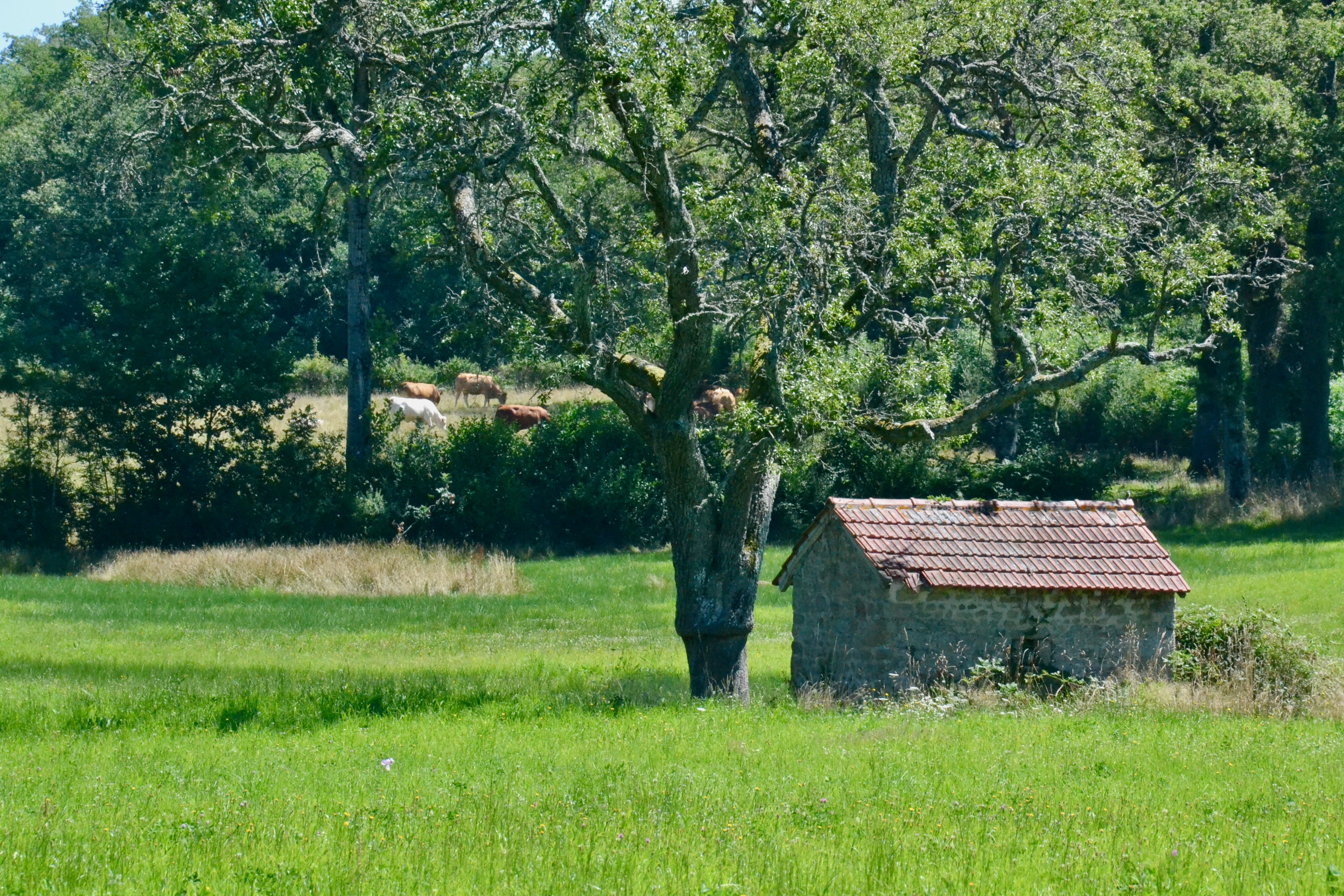
Poulailler de plein champ à Blaudeix (Creuse).

Le poulailler de plein champ est une construction typique du paysage bocager des Combrailles, terroir situé au contact des départements français de l'Allier, de la Creuse et du Puy-de-Dôme, en France. On en trouve également dans le Forez.
Les poulaillers témoignent d'une pratique révolue, quand les paysans emmenaient leurs poules avec eux lors des moissons. Ils relèvent à la fois du petit patrimoine rural et du patrimoine agricole, typiques du bocage.
Aujourd'hui abandonnés, les poulaillers de plein champ sont pour certains l'objet de chantiers de restauration,.